# Diesel (film)
Pour les articles homonymes, voir Diesel.
Pour plus de détails, voir Fiche technique et Distribution.
Diesel est un film français de science-fiction de Robert Kramer, sorti en 1985.

## Synopsis
Dans une société futuriste post-apocalyptique, Anna (Agnès Soral) est témoin d'un meurtre dans la cité souterraine. Elle lutte pour échapper aux tueurs à ses trousses.

## Fiche technique
- Date de sortie : 7 août 1985 - France
- Titre  original : Diesel
- Réalisation : Robert Kramer
- Scénario : Richard Morgiève et Robert Kramer d'après une idée originale de Richard Morgiève et Serge Leroy [1]
- Société de production : Stéphan Films, Filmédis, Farena Films et TF1 Film Production
- Producteur : Véra Belmont
- Montage :  Yasha Aginsky
- Directeur de la photographie : Ramón F. Suárez
- Langue : français
- Genre : science-fiction
- Durée : 79 minutes

## Distribution
- Gérard Klein : Diesel
- Agnès Soral : Anna
- Richard Bohringer : Walter
- Magali Noël : 	Mickey
- Xavier Deluc : Drimi
- Roland Blanche : Zilber
- Laurent Terzieff  : Finch
- Niels Arestrup : Nelson
- Souad Amidou : Kim
- Philippe Clévenot : Amadeus
- Bruno Allain : M. Lautin
- Patrick Bonnel : Roger
- Philippe Caroit :  L'assistant de Finch
- André Julien :
- Caroline Lang : Astrid
- Valérie Rojan :
- Jacques Penot : Karl
- Cécile Auclert : La secrétaire de Finch
- Viviane Candas :
- Isabelle Canto da Maya :
- Aline Cho :
- François Chodat :
- Christine Datnowsky : Lune
- Zazie Delem :
- Lucie Dolène : Gardienne de prison
- Jean-Pierre Galland
- Tansey Kramer :
- Marlène Markiled : Bobo
- Mario Luraschi :
- Anne Macina :
- Lohengrin Mellet :
- Tomoko Montagnac :
- Marie Verdi :